# Nationale feestdag van Zwitserland
De nationale feestdag van Zwitserland (Duits: Schweizer Nationalfeiertag, Frans: Fête nationale Suisse, Italiaans: Festa nazionale Svizzera. Retoromaans: Fiasta naziunala Svizra) wordt gevierd op 1 augustus. Deze datum is afkomstig uit de legende rondom de stichting van het Zwitserse eedgenootschap, waarin staat dat op 1 augustus 1291 de staatjes Uri, Schwyz en Unterwalden op de Rütli een eeuwigdurende eed hebben gezworen elkaar te ondersteunen en te beschermen. 
De nationale feestdag is door de Bondsraad in 1889 vastgelegd. Sinds 1994 is het een officiële feestdag; op 26 september 1993 werd gestemd over een volksinitiatief, "Het eerste-Augustus initiatief", dat met bijna 85% van de stemmen werd aangenomen. Tot 1993 was de nationale feestdag een werkdag.

## Activiteiten

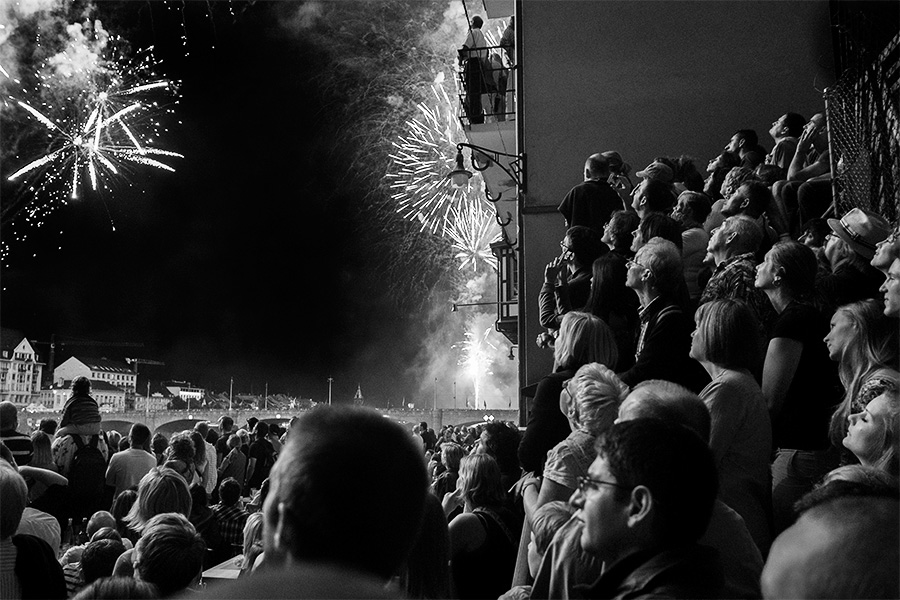
Vuurwerk in Bazel

Op de nationale feestdag worden vele activiteiten ontplooid:
- Toespraken, met name van leden van de Zwitserse Bondsraad.
- Gemeentes organiseren feesten, al dan niet met vuurwerk en/of vreugdevuren.
- Veel gebouwen worden voorzien van Zwitserse nationale symbolen, zoals vlaggen.
- Aandacht voor Zwitserse folklore als Fahnenschwingen (vendelzwaaien, vlaggenzwaaien), jodelen, Alphorn spelen en gezang door kinder- en jeugdkoren.
- Op veel boerderijen worden brunches georganiseerd, waar men typische boerenkost kan eten.

Sommige gemeentes vieren de nationale feestdag op de avond voor 1 augustus (31 juli).